# Equador nos Jogos Olímpicos de Verão de 1980
O Equador competiu nos Jogos Olímpicos de Verão de 1980, realizados em Moscou, União Soviética.